# Норман, Дональд Артур
Дональд Артур «Дон» Норман (англ. Donald Norman; род. 25 декабря 1935) — американский психолог, специалист в области когнитивистики, дизайна и пользовательской инженерии, преподаватель, соучредитель и консультант Nielsen Norman Group, автор книг The Design of Everyday Things («Дизайн привычных вещей»), Emotional Design («Эмоциональный дизайн») и Living with Complexity («Жизнь в сложном мире»).

## Биография
В 1957 году окончил Массачусетский технологический институт, получив бакалавра естественных наук по электротехнике. Также получил в Пенсильванском университете магистра наук по электротехнике и доктора философии по психологии. Он является одним из первых выпускников группы математической психологии в Пенсильванском университете, где его научным руководителем был Роберт Дункан Льюс.
Большая часть работ Нормана посвящена ориентированному на пользователя проектированию. Норман является почётным профессором ряда американских и европейских университетов, входит в консультационный совет Энциклопедии «Британника».

## Награды
В 2006 году награждён медалью Бенджамина Франклина за вклад в компьютерные и когнитивные науки.